# Велика Річка (притока Обі)
Вели́ка Рі́чка (рос. Больша́я Ре́чка) — річка у Росії, права притока Обі, тече в рівнинній частині Алтайського краю.

## Фізіографія
Велика Річка починається за 12 км вище села Горнове Троїцького району Алтайського краю. Від витоку спочатку петляє: тече на північ, захід, північний схід; після села Хомутіно приймає південно-західний напрямок, який утримує майже на всьому протязі, в низов’ях дещо відхиляючись до заходу.
Верхова частина басейну лежить на Бійсько-Чумиській височині з густою мережею улоговин з заболоченим дном, степова місцевість перемежається тут ділянками лісу. У селі Троїцьке річка досягає межі Верхньообського бору — великого лісового масиву, що займає закрут Обі. До села Загайново річка тече по краю бору, після чого уходить вглиб лісового масиву. Низова частина річкового басейну лежить у заболоченій древній долині Обі.
Велика Річка впадає в Об кількома гирлами нижче сіл Володарське і Чаузово Топчихінського району, які розташовані при розгалуженні її на рукави. Остання притока Великої Річки — Камишенка — впадає в її південне гирло приблизно за кілометр до злиття з Об’ю.
Річкова долина у верхів’ях та середній течії (до села Загайново) добре розроблена, з крутими схилами висотою 20–40 м. У низов’ях долина практично не виражена. Заплава розвинена практично на всьому протязі, особливо у середній та нижній течії; у низов’ях заплава сягає 5 км завширшки і щороку затопляється.
В басейні Великої Річки існує 294 озера спільною площею 28,9 км². Найбільше з них — озеро Велике Камишне, з якого витікає ліва притока Камишенка.
Найважливіші притоки: Єльцовка, Біла, Боровлянка, Камишенка — ліві, Листвянка — права.

## Гідрологія
Довжина річки 285 км, площа басейну 4 000 км². Середньорічний стік, виміряний за 112 км від гирла біля села Троїцьке у 1960–1998 роках, становить 4,48 м³/с. Багаторічний мінімум стоку спостерігається у січні (2,21 м³/с), максимум — у квітні (21,66 м³/с). За період спостережень абсолютний мінімум місячного стоку (1,24 м³/с) спостерігався у березні 1990 року, абсолютний максимум (42,4 м³/с) — у квітні 1971.
Велика Річка замерзає в середині листопада, скресає на початку квітня. Товщина криги взимку 50–70 см. Річка не пересихає і не перемерзає до дна. Під час весняної повені у квітні рівень води піднімається на 2–3 м, при дощових паводках — на 0,1–0,2 м.

## Інфраструктура
Велика Річка тече по території Цілинного (невеликий відрізок у верхів'ях повз село Хомутіно), Троїцького і Топчихинського районів Алтайського краю. Її басейн також лежить переважно в межах цих районів; лише у низов'ях частина водозбору її останньої притоки Камишенки та озера Велике Камишне знаходиться на території Усть-Пристанського і Бистроістокського районів.
Крупних міських центрів на річці немає, однак басейн її верхньої і середньої течії густо населений і на річці існує багато сільських поселень: Горнове, Хомутіно, Краснояри, Талдінка, Гордеєвка, Велика Річка, Троїцьке (райцентр), Тюмень, Зав'ялово. Лісова частина річки майже не населена; посередині бору на річці знаходиться село Листвянка, а біля розгалуження її на рукави перед злиттям з Об'ю — села Чаузово і Володарське.
Майже усі села над верхньою і середньою течією Великої Річки з'єднані регіональними та місцевими автодорогами з твердим покриттям. У селі Троїцьке річку перетинає залізниця Барнаул — Бійськ (станція Велика Річка), між селами Троїцьке і Велика Річка  — федеральна автомагістраль M52 Новосибірськ — монгольський кордон (Чуйський тракт).
В лісовій частині басейну існують лише ґрунтові дороги низької якості.
Річка несудноплавна. Нижче села Загайново (в межах Верхнеобського бору) річка використовувалася для лісосплаву; русло у низов'ях захаращене затонулими деревами.